# Albert Kowert
Albert Kowert (* 28. Dezember 1989) ist ein ehemaliger deutscher Rudersportler, der als Steuermann bei Weltmeisterschaften eine Goldmedaille und eine Bronzemedaille gewann.

## Sportliche Karriere
Albert Kowert trat für den Osnabrücker Ruder-Verein an.
Seine internationale Karriere begann bei den U23-Weltmeisterschaften 2008, als er mit dem Achter den vierten Platz belegte. 2009 wurde er Dritter mit dem Vierer mit Steuermann und 2010 siegte er mit dem Achter. Im gleichen Jahr nahm Kowert erstmals an Weltmeisterschaften in der Erwachsenenklasse teil. Bei den Weltmeisterschaften in Neuseeland siegte er mit dem Leichtgewichts-Achter. Bereits am Tag zuvor hatte er den Zweier mit Steuermann von Maximilian Munski und Filip Adamski zur Bronzemedaille gesteuert. 2011 belegte Kowert mit dem deutschen Achter den vierten Platz bei den U23-Weltmeisterschaften 2011. Bei den Europameisterschaften 2011 belegte er mit dem deutschen Achter den sechsten Platz.